# Weimar+
- António Costa
- Mette Frederiksen
- Ursula von der Leyen
- Emmanuel Macron
- Giorgia Meloni
- Mark Rutte
- Pedro Sanchez
- Olaf Scholz
- Dick Schoof
- Keir Starmer
- Donald Tusk

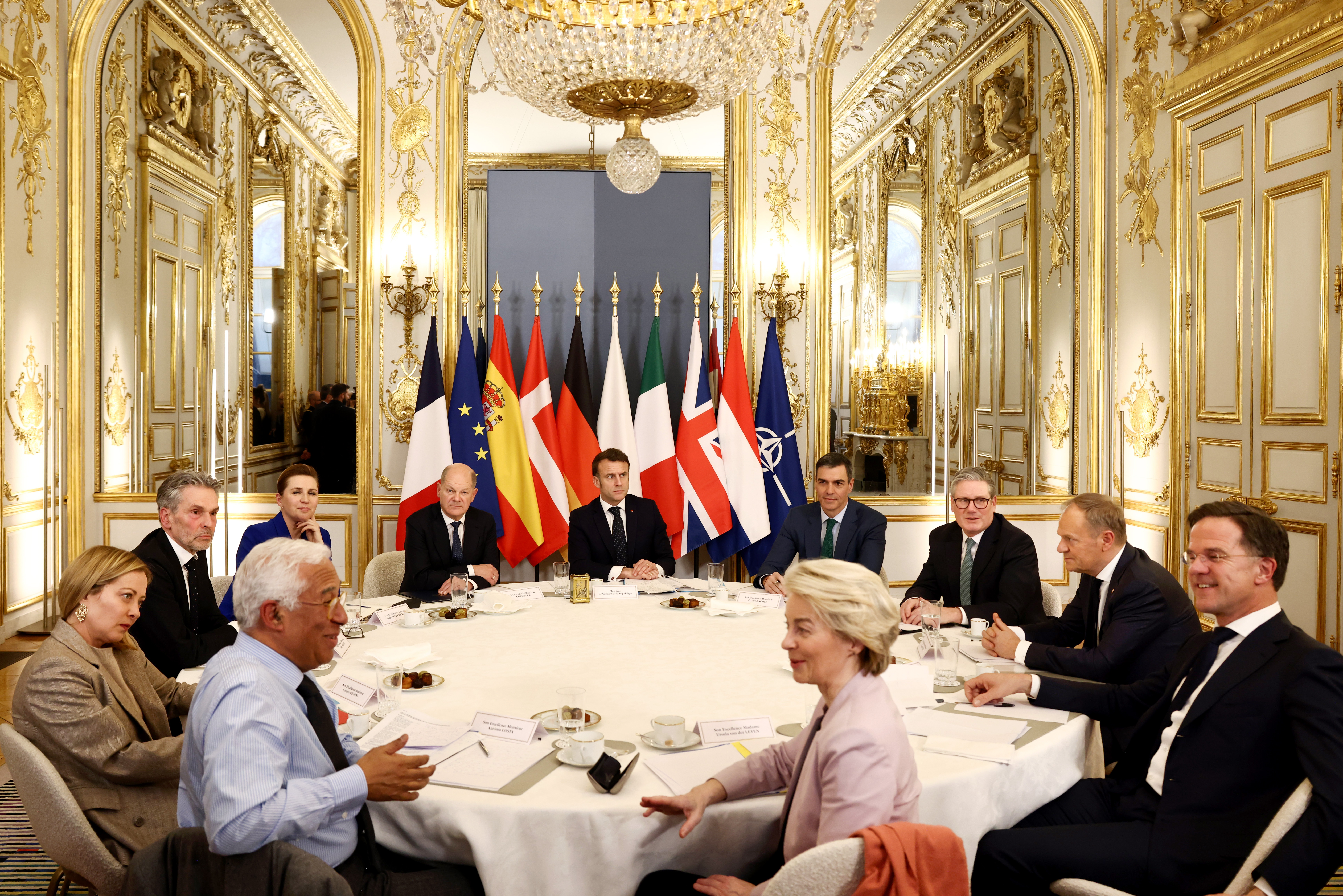
17 février 2025, Palais de l'Élysée:.

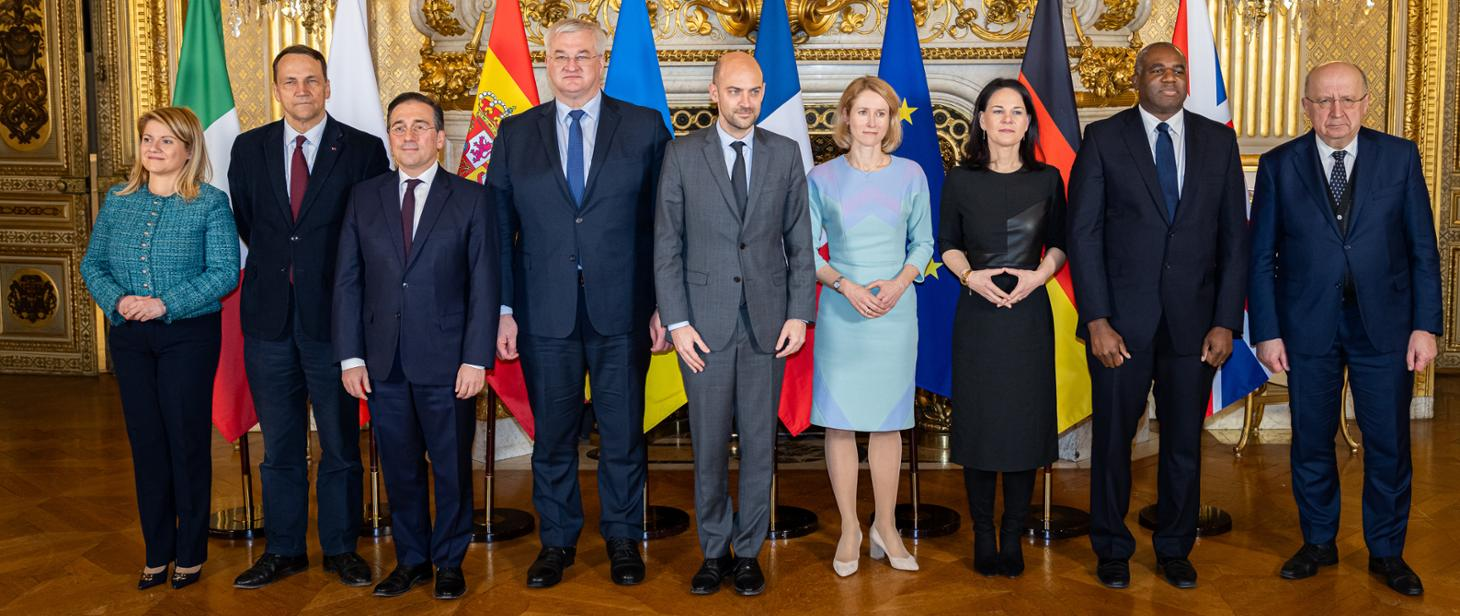

Weimar+ est une alliance diplomatique et géopolitique européenne, créée en février 2025, qui s'appuie sur l'alliance régionale originale du Triangle de Weimar, composée de la France, de l'Allemagne et de la Pologne, pour inclure d'autres grandes puissances européennes. Le groupe est immédiatement créé en réponse aux changements de politique des États-Unis à l'égard de la guerre russo-ukrainienne en cours et de l'architecture de sécurité transatlantique sous l'administration Trump, en particulier la conversation téléphonique du président américain Donald Trump avec le président russe Vladimir Poutine excluant l'Europe des négociations liées à l'Ukraine. Le groupe promeut largement la souveraineté européenne et l'influence géopolitique indépendante des États-Unis, notamment en ce qui concerne la poursuite de l'aide à l'Ukraine et les augmentations potentielles des dépenses militaires nationales.

## Histoire
Le groupe Weimar+ est créé en tant qu'extension du Triangle de Weimar (France, Allemagne et Pologne) pour inclure le Royaume-Uni, l'Espagne, l'Italie et la Commission européenne en tant que participants, les ministres des Affaires étrangères servant de représentants principaux,. Contrairement à son organisation mère, le format élargi comprend à la fois des membres de l'UE et le Royaume-Uni,.
La réunion inaugurale du groupe, qui se tient le 12 février 2025 à Paris, est une réponse aux développements rapides des initiatives de paix menées par les États-Unis concernant la guerre russo-ukrainienne, principalement la conversation téléphonique entre le président américain Donald Trump et le président russe Vladimir Poutine la veille. Le ministre français des Affaires étrangères Jean-Noël Barrot déclare lors de la réunion que sans l'implication européenne, il n'y aura « pas de paix juste et durable en Ukraine ». Le ministre espagnol des Affaires étrangères José Manuel Albares déclare que les gouvernements européens ont besoin d'« unité » pour pouvoir participer conjointement aux négociations auxquelles l'Ukraine doit également être intégrée.
Le groupe fait sa première déclaration publique sous le nom de Weimar+ après la réunion, rédigée en réponse directe à l'insistance du président Donald Trump selon laquelle ni les délégués européens ni ukrainiens ne participeront aux négociations visant à mettre fin au conflit,. La déclaration commune affirme le soutien continu de l'Europe à l'Ukraine jusqu'à la réalisation d'une « paix juste, globale et durable », avec ou sans les États-Unis. Le groupe souligne spécifiquement que tout accord de paix doit protéger à la fois les intérêts ukrainiens et européens en matière de sécurité. Ils affirment également la nécessité de la participation européenne à tout processus de négociation concernant l'avenir de l'Ukraine, et que les négociations doivent mettre l'Ukraine « en position de force ». La déclaration mentionne la possibilité d'une augmentation des dépenses militaires des nations européennes pour promouvoir la souveraineté de l'Europe en tant que puissance qui pourra fonctionner géopolitiquement indépendamment des États-Unis.
Le 15 février, le président français Emmanuel Macron annonce un sommet diplomatique de haut niveau pour le 17 février 2025 sous Weimar+. Le sommet d'urgence est organisé à la suite du discours controversé (en) du vice-président américain J. D. Vance lors de la 61e Conférence de Munich sur la sécurité, accusant les dirigeants européens de recul démocratique et de restriction de la liberté d'expression, principalement en ce qui concerne l'annulation de l'élection présidentielle roumaine de 2024, la réglementation accrue des médias sociaux et les poursuites concernant les zones d'accès sécurisé et les discours concernant la religion,,.